# Benjamin Agosto
Benjamin Alexandro "Ben" Agosto (Chicago, Illinois, 15 de janeiro de 1982) é um ex-patinador artístico estadunidense, que competiu em provas na dança no gelo. Ele conquistou uma medalha de prata olímpica em 2006 com Tanith Belbin, e quatro medalhas em campeonatos mundiais, sendo duas de prata e duas de bronze.

## Programas
| Temporada | Dança original | Dança livre                                                                          | Exibição                                                                   |
| --------- | --- | ------------------------------------------------------------------------------------ | -------------------------------------------------------------------------- |
| 2009–2010 | Moldavian Folk Dance | Ave Maria realizado por Sumi Jo Stabat Mater por Gioachino Rossini                   |                                                                            |
| 2008–2009 | Stepping Out por John Kander and Fred Ebb                                                                                                   | Tosca por Giacomo Puccini                                                            | Falling Slowly Bleeding Love por Leona Lewis                               |
| 2007–2008 | Appalachian Hoedown | Selections from Frederic Chopin arranjadas por Joseph Le Duca                        | Let's Get Loud por Jennifer Lopez SexyBack & My Love por Justin Timberlake |
| 2006–2007 | Concierto Para Quinteto por Astor Piazzolla Oblivion por Astor Piazzolla                                                                    | Overture from That's Entertainment! Amélie (trilha-sonora) por Yann Tiersen          | Let's Get Loud por Jennifer Lopez                                          |
| 2005–2006 | Salsa Con Coco por Pochy y Su Cocoband Let's Get Loud por Jennifer Lopez                                                                    | Bulenas Jaleo por Luis Winsberg Duende por Esteban                                   | Green Acres American Woman La Rosa Let's Get Loud por Jennifer Lopez       |
| 2004–2005 | Charleston: Cabaret Slow Foxtrot: New York, New York Quickstep: Cabaret                                                                     | Shadritsa Edvin Marton's Russian Gypsy Dance                                         | Green Acres                                                                |
| 2003–2004 | Jitterbug: 5 months, 2 weeks, 2 days por Louis Prima Blues: Give me Some Money Too por Leni Hester Swing: Hey Pachuco por Royal Crown Revue | West Side Story por Leonard Bernstein                                                | Elvis Presley Medley Green Acres                                           |
| 2002–2003 | Waltz: La Traviata Drinking Song por G. Verdi Polka: Jolly Robbers por Franz von Suppe                                                      | "Heartbreak Hotel" & "Hound Dog" & "Jailhouse Rock" & "Teddy Bear" por Elvis Presley | Elvis Presley Medley (modified FD)                                         |
| 2001–2002 | The Mask of Zorro, A Los Amigos | Sarajevo                                                                             | Oscar Tango                                                                |
| 2000–2001 | More, Girls Girls Girls | Alexandros                                                                           | Un Vie d'Amour                                                             |
| 1999–2000 | | The Four Seasons por Vivaldi                                                         | Un Vie d'Amour                                                             |

## Principais resultados

### Com Tanith Belbin
| Resultados | Resultados        | Resultados       | Resultados       | Resultados        | Resultados        | Resultados       | Resultados        | Resultados        | Resultados       | Resultados       | Resultados       | Resultados    |
| Internacional | Internacional     | Internacional    | Internacional    | Internacional     | Internacional     | Internacional    | Internacional     | Internacional     | Internacional    | Internacional    | Internacional    | Internacional |
| Evento/Temporada | 1999– 2000        | 2000– 2001       | 2001– 2002       | 2002– 2003        | 2003– 2004        | 2004– 2005       | 2005– 2006        | 2006– 2007        | 2007– 2008       | 2008– 2009       | 2009– 2010       |               |
| --- | ----------------- | ---------------- | ---------------- | ----------------- | ----------------- | ---------------- | ----------------- | ----------------- | ---------------- | ---------------- | ---------------- | ------------- |
| Jogos Olímpicos |                   |                  |                  |                   |                   |                  | Medalha de prata  |                   |                  |                  | 4.º              |               |
| Campeonato Mundial |                   | 17.º             | 13.º             | 7.º               | 5.º               | Medalha de prata | Medalha de bronze | Medalha de bronze | 4.º              | Medalha de prata |                  |               |
| Campeonato dos Quatro Continentes |                   |                  | Medalha de prata | Medalha de prata  | Medalha de ouro   | Medalha de ouro  | Medalha de ouro   | Medalha de prata  |                  |                  |                  |               |
| GP Grand Prix Final |                   |                  |                  |                   | Medalha de bronze | Medalha de prata |                   | WD                | Medalha de prata | WD               | WD               |               |
| GP Cup of China |                   |                  |                  |                   |                   | Medalha de ouro  |                   | Medalha de prata  | Medalha de ouro  | Medalha de prata | Medalha de ouro  |               |
| GP Cup of Russia |                   |                  |                  |                   | Medalha de prata  |                  |                   | Medalha de ouro   |                  |                  |                  |               |
| GP Skate America |                   |                  | 5.º              | Medalha de bronze | Medalha de ouro   | Medalha de ouro  | Medalha de ouro   |                   | Medalha de ouro  | Medalha de prata | Medalha de ouro  |               |
| GP Trophée Lalique |                   |                  | 6.º              | Medalha de bronze | 4.º               |                  |                   |                   |                  |                  |                  |               |
| Jogos da Boa Vontade |                   |                  | 5.º              |                   |                   |                  |                   |                   |                  |                  |                  |               |
| Nebelhorn Trophy |                   |                  |                  |                   |                   |                  | Medalha de ouro   |                   |                  |                  |                  |               |
| Internacional – Júnior |                   |                  |                  |                   |                   |                  |                   |                   |                  |                  |                  |               |
| Campeonato Mundial Júnior | Medalha de bronze | Medalha de prata | Medalha de ouro  |                   |                   |                  |                   |                   |                  |                  |                  |               |
| JGP Grand Prix Júnior Final | 4.º               | Medalha de ouro  |                  |                   |                   |                  |                   |                   |                  |                  |                  |               |
| JGP JGP Alemanha |                   | Medalha de ouro  |                  |                   |                   |                  |                   |                   |                  |                  |                  |               |
| JGP JGP Canadá | Medalha de ouro   |                  |                  |                   |                   |                  |                   |                   |                  |                  |                  |               |
| JGP JGP Japão | Medalha de prata  |                  |                  |                   |                   |                  |                   |                   |                  |                  |                  |               |
| JGP JGP México |                   | Medalha de ouro  |                  |                   |                   |                  |                   |                   |                  |                  |                  |               |
| Nacional |                   |                  |                  |                   |                   |                  |                   |                   |                  |                  |                  |               |
| Campeonato dos Estados Unidos |                   | Medalha de prata | Medalha de prata | Medalha de prata  | Medalha de ouro   | Medalha de ouro  | Medalha de ouro   | Medalha de ouro   | Medalha de ouro  | WD               | Medalha de prata |               |
| Campeonato dos Estados Unidos – Júnior | Medalha de ouro   |                  |                  |                   |                   |                  |                   |                   |                  |                  |                  |               |
| Equipes |                   |                  |                  |                   |                   |                  |                   |                   |                  |                  |                  |               |
| Troféu Mundial por Equipes |                   |                  |                  |                   |                   |                  |                   |                   |                  | 1T/1P            |                  |               |
| |                   |                  |                  |                   |                   |                  |                   |                   |                  |                  |                  |               |
| Legenda: GP = Grand Prix; JGP = Grand Prix Júnior; WD = Abandonou; T = Posição da equipe; P = Posição individual; Competição não foi disputada nesta temporada |                   |                  |                  |                   |                   |                  |                   |                   |                  |                  |                  |               |

### Com Katharine Hill
| JGP JGP Bulgária                                                               |     |                   | 7.º              |
| JGP JGP Eslováquia                                                             |     |                   | 10.º             |
| Nacional                                                                       |     |                   |                  |
| Campeonato dos Estados Unidos – Júnior                                         |     |                   | 7.º              |
| Campeonato dos Estados Unidos – Noviço                                         | 8.º | Medalha de bronze |                  |
| Seccional Centro-Oeste – Júnior                                                |     |                   | Medalha de prata |
|                                                                                |     |                   |                  |
| Legenda: JGP = Grand Prix Júnior; Competição não foi disputada nesta temporada |     |                   |                  |